# Rhopobota
Rhopobota es un género de polillas tortrícidas perteneciente a la tribu Eucosmini, de la subfamilia Olethreutinae, orden Lepidoptera. Fue descrito por Julius Lederer en 1859.

## Especies
- Rhopobota amphigonia (Diakonoff, 1968)
- Rhopobota ancylimorpha Razowski, 2009
- Rhopobota ancyloides Kuznetzov, 1988
- Rhopobota antrifera (Meyrick, in Caradja y Meyrick, 1935)
- Rhopobota argyrophenga (Diakonoff, 1950)
- Rhopobota bicolor Kawabe, 1989
- Rhopobota blanditana (Kuznetzov, 1988)
- Rhopobota bostrichus Diakonoff, 1983
- Rhopobota bucera Zhang, Li y Wang, 2005
- Rhopobota cicatrix Razowski, 1999
- Rhopobota clivosa (Meyrick, 1912)
- Rhopobota cornuta Razowski, 1995
- Rhopobota dietziana (Kearfott, 1907)
- Rhopobota eclipticodes (Meyrick, in Caradja y Meyrick, 1935)
- Rhopobota falcata Nasu, 1999
- Rhopobota falcigera (Diakonoff, 1950)
- Rhopobota fanjingensis Zhang, Li y Wang, 2005
- Rhopobota finitimana (Heinrich, 1923)
- Rhopobota floccosa Zhang, Li y Wang, 2005
- Rhopobota furcata Zhang, Li y Wang, 2005
- Rhopobota grisona Razowski, 2013
- Rhopobota grypodes (Meyrick, 1912)
- Rhopobota hortaria (Meyrick, 1911)
- Rhopobota hypomelas Diakonoff, 1983
- Rhopobota ilexi Kuznetzov, 1969
- Rhopobota jonesiana Razowski, 2013
- Rhopobota kaempferiana (Oku, 1971)
- Rhopobota latipennis (Walsingham, 1900)
- Rhopobota latisocia Razowski, 2009
- Rhopobota leucognoma (Clarke, 1976)
- Rhopobota macroceria Razowski, 1999
- Rhopobota macrosepalana (Oku, 1971)
- Rhopobota metastena Diakonoff, 1984
- Rhopobota microceria Razowski, 1999
- Rhopobota mou Razowski, 2013
- Rhopobota multiplex (Meyrick, 1911)
- Rhopobota myrtillana (Humphreys y Westwood, 1845)
- Rhopobota nasea Razowski, 2013
- Rhopobota naevana (Hübner, [1814-1817])
- Rhopobota nova Razowski, 2009
- Rhopobota okui Nasu, 2000
- Rhopobota orbiculata Zhang, Li y Wang, 2005
- Rhopobota punctiferana Kuznetzov, 1988
- Rhopobota relicta (Kuznetzov, 1968)
- Rhopobota safidana (Razowski, 1963)
- Rhopobota scleropa (Meyrick, 1912)
- Rhopobota shikokuensis (Oku, 1971)
- Rhopobota stagnana ([Denis y Schiffermüller], 1775)
- Rhopobota svetlanae Kuznetzov, 2003
- Rhopobota symbolias (Meyrick, 1912)
- Rhopobota toshimai (Kawabe, 1978)
- Rhopobota unidens Razowski, 1999
- Rhopobota ustomaculana (Curtis, 1831)
- Rhopobota verditer (Hampson, 1891)
- Rhopobota visenda (Kuznetzov, 1973)